# GP6
GP6 (англ. Glycoprotein VI platelet) – білок, який кодується однойменним геном, розташованим у людей на короткому плечі 19-ї хромосоми. Довжина поліпептидного ланцюга білка становить 339 амінокислот, а молекулярна маса — 36 866.
| 10         |  | 20         |  | 30         |  | 40         |  | 50         |
| ---------- |  | ---------- |  | ---------- |  | ---------- |  | ---------- |
| MSPSPTALFC |  | LGLCLGRVPA |  | QSGPLPKPSL |  | QALPSSLVPL |  | EKPVTLRCQG |
| PPGVDLYRLE |  | KLSSSRYQDQ |  | AVLFIPAMKR |  | SLAGRYRCSY |  | QNGSLWSLPS |
| DQLELVATGV |  | FAKPSLSAQP |  | GPAVSSGGDV |  | TLQCQTRYGF |  | DQFALYKEGD |
| PAPYKNPERW |  | YRASFPIITV |  | TAAHSGTYRC |  | YSFSSRDPYL |  | WSAPSDPLEL |
| VVTGTSVTPS |  | RLPTEPPSPV |  | AEFSEATAEL |  | TVSFTNEVFT |  | TETSRSITAS |
| PKESDSPAGP |  | ARQYYTKGNL |  | VRICLGAVIL |  | IILAGFLAED |  | WHSRRKRLRH |
| RGRAVQRPLP |  | PLPPLPLTRK |  | SNGGQDGGRQ |  | DVHSRGLCS  |  |            |

A: Аланін

C: Цистеїн

D: Аспарагінова кислота

E: Глутамінова кислота

F: Фенілаланін

G: Гліцин

H: Гістидин

I: Ізолейцин

K: Лізин

L: Лейцин

M: Метіонін

N: Аспарагін

P: Пролін

Q: Глутамін

R: Аргінін

S: Серин

T: Треонін

V: Валін

W: Триптофан

Кодований геном білок за функцією належить до рецепторів. 
Задіяний у таких біологічних процесах, як зсідання крові, гемостаз, альтернативний сплайсинг. 
Локалізований у клітинній мембрані, мембрані.